# She-Ra e le principesse guerriere
She-Ra e le principesse guerriere (She-Ra and the Princesses of Power) è una serie animata statunitense del 2018, ideata da ND Stevenson.
Reboot della serie animata She-Ra, la principessa del potere, spin-off di He-Man e i dominatori dell'universo trasmesso dal 1985 al 1987, la serie racconta la storia della rivolta della teenager Adora contro il maligno Hordak e la sua Orda, sotto le spoglie dell'eroina She-Ra e un gruppo di altre principesse magiche.
La serie è stata elogiata per il suo cast variegato e il ritratto della via di mezzo tra amicizia e rivalità di She-Ra con la sua ex migliore amica Catra, ma è stata criticata per la trama superficiale, il ritmo lento e per la ricostruzione di un terreno già coperto da serie come Steven Universe e Avatar - La leggenda di Aang.

## Trama
Adora e Catra sono orfane, adottate da Tessitrice d'Ombre, ed allevate per diventare soldati dell'Orda, un malefico esercito capeggiato da Hordak, il cui obiettivo è conquistare il pianeta Etheria. Un giorno, dopo essersi persa nella foresta, Adora trova una spada magica che la trasforma nella Principessa del Potere, She-Ra, una leggendaria eroina scomparsa da oltre mille anni. Realizzando la sofferenza che l'Orda ha inflitto al pianeta e alla sua gente, Adora decide di ricostruire l'Alleanza della Principessa, un gruppo di resistenza di altre ragazze magiche, al fine di salvare Etheria dalla devastazione dell'Orda. Questo crea una rivalità contro la sua ex migliore amica Catra, che si sente abbandonata e considera Adora come una traditrice.

## Episodi
| Stagione         | Episodi | Pubblicazione USA | Pubblicazione Italia |
| ---------------- | ------- | ----------------- | -------------------- |
| Prima stagione   | 13      | 2018              | 2018                 |
| Seconda stagione | 7       | 2019              | 2019                 |
| Terza stagione   | 6       | 2019              | 2019                 |
| Quarta stagione  | 13      | 2019              | 2019                 |
| Quinta stagione  | 13      | 2020              | 2020                 |

## Personaggi e doppiatori

### Personaggi principali
- Adora / She-Ra, voce originale di Aimee Carrero, italiana di Giulia Catania.
- Catra, voce originale di AJ Michalka, italiana di Rossa Caputo.
- Glimmer, voce originale di Karen Fukuhara, italiana di Alice Venditti.
- Bow, voce originale di Marcus Scribner, italiana di Emanuele Ruzza.

### Personaggi ricorrenti
- Regina Angella, voce originale di Reshma Shetty, italiana di Barbara De Bortoli.
- Tessitrice d'Ombre / Light Spinner, voce originale di Lorraine Toussaint, italiana di Laura Romano.
- Hordak / Hordak sbagliato, voce originale di Keston John, italiana di Mario Cordova.
- Perfuma, voce originale di Génesis Rodríguez, italiana di Isabella Benassi.
- Falco del Mare, voce originale di Jordan Fisher, italiana di Daniele Giuliani.
- Scorpia, voce originale di Lauren Ash, italiana di Gemma Donati.
- Mermista, voce originale di Vella Lovell, italiana di Lucrezia Marricchi.
- Entrapta, voce originale di Christine Woods, italiana di Giulia Franceschetti.
- Frosta, voce originale di Merit Leighton, italiana di Vittoria Bartolomei.
- Castaspella, voce originale di Sandra Oh, italiana di Ilaria Latini.
- Netossa, voce originale di Krystal Joy Brown.
- Spinnerella, voce originale di ND Stevenson.
- Light Hope, voce originale di Morla Gorrondona, italiana di Federica De Bortoli.
- Razz, voce originale di Grey DeLisle, italiana di Lorenza Biella.
- Swift Wind, voce originale di Adam Ray, italiana di Francesco Venditti.
- Lonnie, voce originale di Dana Davis, italiana di Margherita De Risi.
- Kyle, voce originale di Antony Del Rio.
- Huntara, voce originale di Geena Davis.
- Double Trouble, voce originale di Jacob Tobia, italiana di  Leonardo Graziano.
- Flutterina, voce originale di Amanda Celine Miller.
- Mara, voce originale di Zehra Fazal, italiana di  Eva Padoan.
- Re Micah, voce originale di Daniel Dae Kim, italiana di Massimo Bitossi.
- Grande Horde, voce originale di Keston John, italiana di Angelo Maggi.

## Produzione

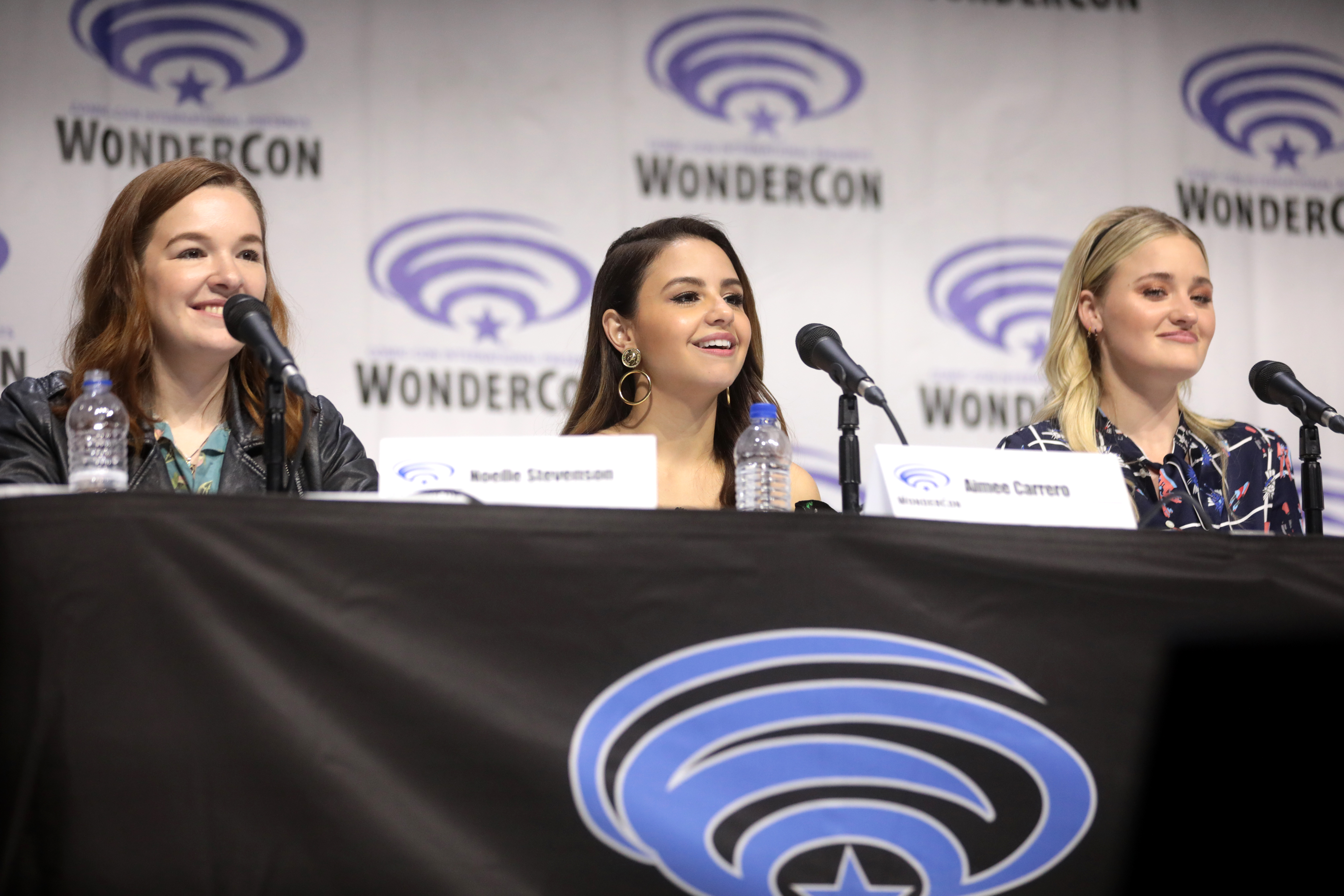
ND Stevenson, Aimee Carrero e AJ Michalka al WonderCon 2019.

### Sviluppo
Il 12 dicembre 2017, ND Stevenson rivelò che per mesi stava sviluppando un reboot della serie animata She-Ra, la principessa del potere, prodotto dalla DreamWorks Animation. La serie ha ricevuto ufficialmente l'ordine da Netflix il 15 dicembre 2017, dopo quello di Disincanto di Matt Groening.
Il 18 maggio 2018, Netflix fece un grande annuncio, rivelando il cast vocale della serie e successivamente quando sarebbe stata distribuita sul servizio.
Inizialmente l'uscita della prima stagione era prevista per il 16 novembre 2018, ma l'uscita è stata anticipata al 13 novembre.

### Temi
La prima stagione del reboot (a differenza dell'originale) si concentra sullo stabilire i personaggi e le loro relazioni al fine di impostare le stagioni future, inizialmente introducendo le "principesse della settimana" al cast principale di Adora e ai suoi amici Glimmer e Bow. Mentre la premessa principale e i personaggi della serie originale sono stati riportati, così come molte delle sue influenze (come la frase di trasformazione di Adora "Per l'onore di Grayskull!"), la nuova serie si distingue da quella degli anni '80 dal suo cast quasi interamente femminile di deliberata diversità sia per quanto riguarda l'aspetto che i tratti caratteriali, che vanno dal buono al "cattivo ma comprensibile", "completamente amorale" o "hippie in piena regola". He-Man, che nella versione originale funge da fratello di She-Ra, non compare nella prima stagione del reboot, così da costituire She-Ra come un'eroina nella sua stessa natura.
Secondo Stevenson, il nucleo tematico della serie sono le relazioni tra i suoi personaggi adolescenti, che vanno da "amore a occhi spalancati" a "gelosia straziante, cotta e infatuazioni". I critici hanno evidenziato, in particolare, la convincente interpretazione dell'antieroina Catra e la sua complicata relazione "frenemy" con Adora, che The Verge ha descritto come "la migliore storia animata di antieroi da Zuko di Avatar - La leggenda di Aang". La serie affronta anche temi come il pregiudizio, l'isolazionismo (come esemplificato, inizialmente, dalle principesse), la colonizzazione e il genocidio (un risultato della guerra su scala planetaria di Hordak).

#### LGBT
Sebbene i creatori abbiano indicato che la serie fornirebbe la rappresentazione LGBT, la prima stagione non presenta alcuna relazione romantica evidente, ma ci sono correnti sotterranee di tensione potenzialmente romantiche nella relazione di Adora e Catra. Solamente nella quinta stagione si concretizza definitivamente la relazione romantica tra Catra e Adora, con la dichiarazione d'amore reciproco e lo scambio di un bacio appassionato. Questa scena viene considerata un momento rivoluzionario nell'animazione per bambini e nella rappresentazione LGBT nei media.

### Staff e cast

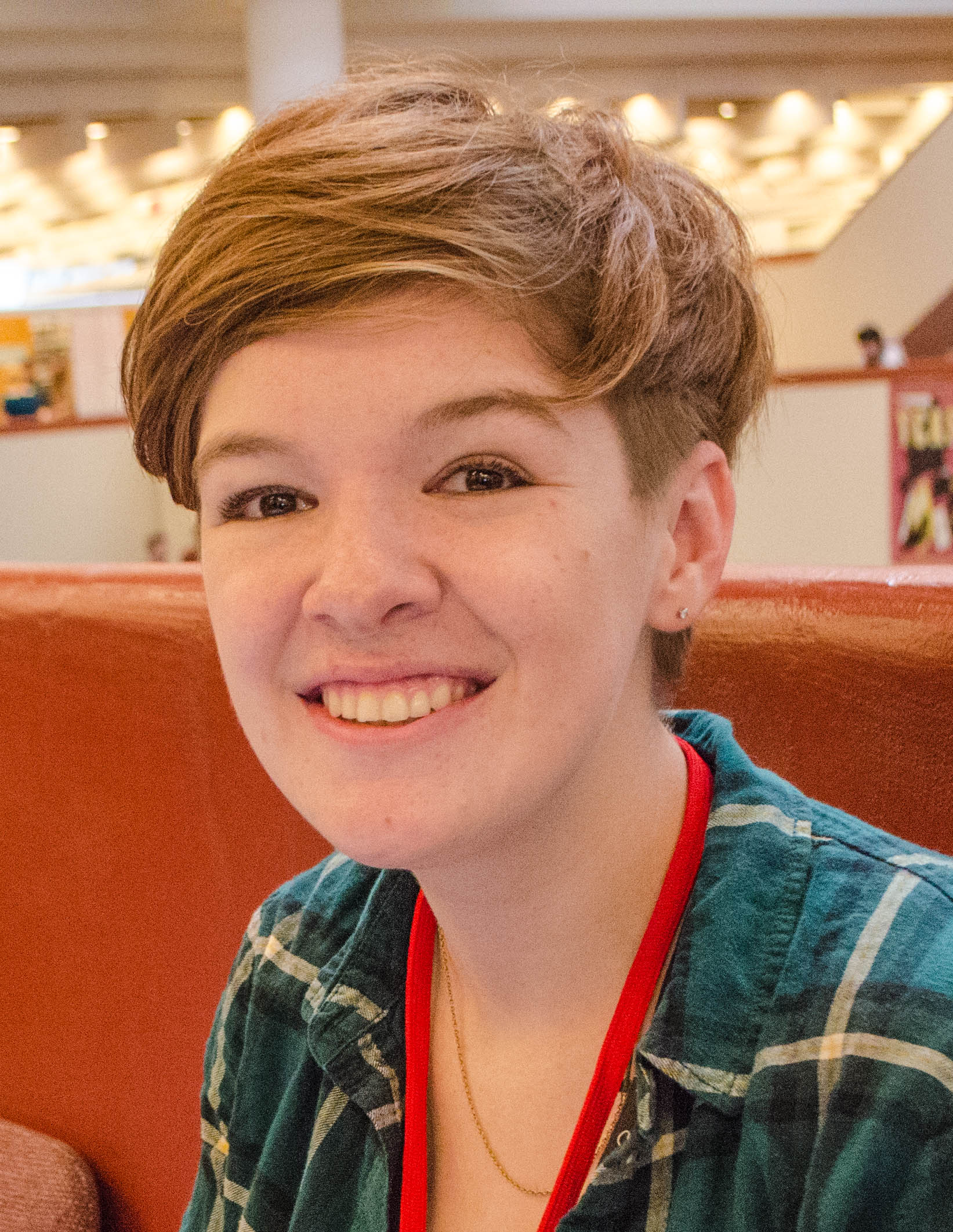
ND Stevenson è l'ideatore del reboot.

Lo showrunner e creatore della serie è ND Stevenson, un fumettista divenuto famoso per i fumetti Nimona e Lumberjanes, vincitori del premio Eisner. Il cast principale include Aimee Carrero nei panni di She-Ra, Karen Fukuhara nei panni di Glimmer, AJ Michalka nei panni di Catra e Marcus Scribner nei panni di Bow. Mary Elizabeth McGlynn è la direttrice del doppiaggio. La serie ha una sceneggiatura tutta al femminile e un solo uomo nel cast principale dei doppiatori.

### Design
Visivamente, il reboot prende ispirazione dagli anime e dalle opere di Hayao Miyazaki e Moebius. Mentre le eroine della serie originale erano tutte della stessa identica dimensione e forma per facilitare l'animazione e la produzione di giocattoli, ed erano tutte bianche (con la tarda eccezione di Netossa), i personaggi della nuova serie sono intenzionalmente diversi per forma ed etnia.

#### Design del personaggio
Dopo che le prime immagini del design di She-Ra sono state rilasciate nel luglio 2018, sono seguite controversie sui social media. Alcuni utenti di Internet (uomini, secondo alcune fonti, ma anche donne secondo altri) sostenevano che non era così sexy, voluttuosa o affascinante come nella serie originale, o che sembrava un ragazzo. Altri utenti hanno scritto che la nuova serie ha cercato di evitare di sessualizzare uno spettacolo per bambini e ha trasmesso la positività del corpo.
J. Michael Straczynski, il co-creatore della serie originale, ha commentato che la sua She-Ra è stata scritta come "una guerriera, prima di tutto" e che "chiunque la guardi come 'la donna ideale' lo fa attraverso la lente di un interesse prepuberale e del tipo, comprensibilmente, impresso su di lei come negli anatroccoli. Capisco. Ma questo non era l'intento creativo". Gli artisti fan hanno risposto alla riprogettazione di She-Ra e alle polemiche su di essa con un'ondata di opere d'arte che celebravano il nuovo look dell'eroina. The Verge ha riportato che la maggior parte di questi artisti erano giovani donne che si sono ispirate ai detrattori del nuovo design per migliorare il profilo del nuovo personaggio e la sua reputazione.

### Musica
La canzone che appare nei titoli di testa della serie è Warriors di Aaliyah Rose. Il The Washington Post ha evidenziato che la canzone è "talmente buona da non essere saltata, proprio come Daredevil, The Crown e Narcos".

## Promozione e distribuzione
Il primo teaser è stato pubblicato nel settembre del 2018. Gli altri trailer sono stati pubblicati tra ottobre e novembre dello stesso anno.
Come novità per una serie televisiva, il sito web della serie è disponibile in un formato di realtà virtuale ed è impostato per presentare all'utente un palazzo di cristallo virtuale.
La prima stagione, composta da 13 episodi, è stata interamente distribuita su Netflix il 13 novembre 2018, in tutti i paesi in cui il servizio è disponibile. La serie è stata successivamente rinnovata anche per una seconda stagione, poi pubblicata il 26 aprile 2019. Il 10 maggio 2019 la serie è stata poi rinnovata per una terza stagione, successivamente pubblicata, sempre su Netflix, il 2 agosto 2019, la quale vede l'ingresso nel cast di Geena Davis. Una quarta stagione di 13 episodi è stata pubblicata il 5 novembre 2019. Il 17 marzo 2020 viene annunciato che la quinta e ultima stagione sarebbe stata interamente pubblicata il 15 maggio dello stesso anno.

## Accoglienza
La serie è stata accolta positivamente dalla critica. Sull'aggregatore di recensioni Rotten Tomatoes ha un indice di gradimento del 100% con un voto medio di 7,86 su 10, basato su 22 recensioni.
La rivista Entertainment Weekly ha descritto la serie come "una fantastica fantasia pop animata come fuochi d'artificio da discoteca, divertimento per i bambini di tutti i generi e qualsiasi genitore che cerchi qualcosa di felice da piangere". Il sito ha anche notato, tuttavia, alcune ripetizioni, e occasionalmente un'animazione piatta, oltre a rilevare un po' della tensione nella politica americana contemporanea che si riflette nel ritratto della ricostruzione di una "coalizione di potenti pensatori liberali lasciati allo sbando dopo una brutale sconfitta anni fa da un tizio cattivo mostruosamente onnipotente". Collider ha descritto la serie come "visivamente eccitante, carica di emozioni e inaspettatamente esilarante" e definendola "una delle migliori serie dell'anno".
Hypable ha elogiato la diversità della serie e le relazioni sfaccettate tra alcuni dei suoi personaggi principali, ma ha trovato che gran parte della trama della prima stagione è "semplicistica" e il cast rotatorio di principesse ha avuto una scarsa considerazione. Il Washington Post ha evidenziato il cast vocale "di prim'ordine" e in particolare il lavoro di Lorraine Toussaint nei panni della Tessitrice d'Ombre.

### Riconoscimenti
- Annie Awards
  - 2020 – Candidatura per la miglior colonna sonora in una produzione televisiva d'animazione per l'episodio L'Isola delle bestie a Sunna Wehrmeijer[40][41]

- Critics' Choice Television Awards
  - 2020 – Candidatura per la miglior serie animata[42]